# USS George Washington (SSBN-598)
USS George Washington (SSBN-598) foi o primeiro submarino operacional de mísseis balísticos dos Estados Unidos. Ela foi o navio líder de sua classe de submarinos de mísseis balísticos nucleares, foi o terceiro navio da Marinha dos Estados Unidos com o nome, em homenagem ao fundador George Washington (1732-1799), o primeiro presidente dos Estados Unidos, e foi o primeiro desse nome a ser construído propositalmente como um navio de guerra.

## Construção e lançamento

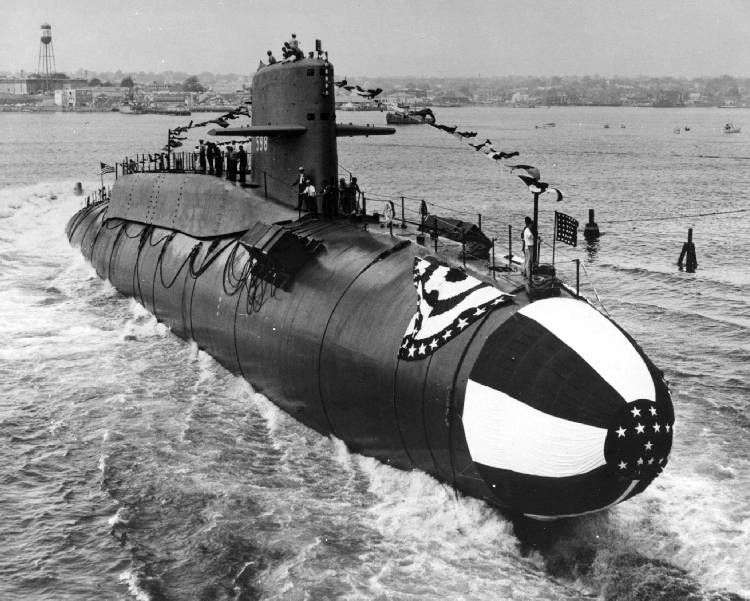
George Washington durante sua cerimônia de lançamento em Groton.

A quilha de George Washington foi colocada na Electric Boat Division of General Dynamics, Groton, Connecticut em 1 de novembro de 1958. A primeira de sua classe, ela foi lançada em 9 de junho de 1959 patrocinada pela Sra. Ollie Mae Anderson (nascida Rawlins), esposa do Secretário do Tesouro dos EUA e ex-Secretário da Marinha Robert B. Anderson, e comissionada em 30 de dezembro de 1959 como SSBN-598 com o Comandante James B. Osborn no comando da tripulação Blue e o Comandante John L. From, Jr. no comando da tripulação Gold.
George Washington foi originalmente estabelecido como o submarino de ataque USS Scorpion (SSN-589). Durante a construção, ela foi alongada pela inserção de uma seção de mísseis balísticos de 130 pés (40 m) de comprimento e renomeada George Washington; Outro submarino em construção na época recebeu o nome original e o número do casco. Dentro da escotilha de escape dianteira de George Washington, uma placa permaneceu com seu nome original. Como o projeto do compartimento de mísseis balísticos de George Washington foi projetado para ser reutilizado em classes de navios posteriores, a seção inserida em George Washington foi projetada com uma classificação de profundidade de teste mais profunda do que o resto do submarino.

## Operações iniciais
George Washington deixou Groton em 28 de junho de 1960 para Cabo Canaveral, Flórida, onde carregou dois mísseis Polaris. Destacando-se no Campo de Teste de Mísseis do Atlântico com o Contra-Almirante William Raborn, chefe do programa de desenvolvimento de submarinos Polaris, a bordo como observador, ela conduziu com sucesso o primeiro lançamento de míssil Polaris de um submarino submerso em 20 de julho de 1960. Às 12h39, o comandante de George Washington enviou ao presidente Dwight Eisenhower a mensagem: POLARIS - FROM OUT OF THE DEEP TO TARGET. PERFECT. Menos de duas horas depois, um segundo míssil do submarino também atingiu a área de impacto a 1 100 nmi (1 300 mi; 2 000 km) de distância.
George Washington então embarcou sua tripulação Gold, e em 30 de julho de 1960 ela lançou mais dois mísseis enquanto submersa. O shakedown para a tripulação Gold terminou em Groton em 30 de agosto e o barco partiu daquele porto em 28 de outubro para a Estação de Armas Navais de Charleston, para carregar seu complemento completo de 16 mísseis Polaris. Lá, ela foi premiada com a Comenda da Unidade da Marinha, após o que sua tripulação azul assumiu e embarcou em sua primeira patrulha de dissuasão.
O submarino completou sua primeira patrulha após 66 dias de submersão em 21 de janeiro de 1961, e foi colocado na Base Naval de Submarinos de New London, em New London, Connecticut. A tripulação Gold assumiu e partiu em sua próxima patrulha em 14 de fevereiro de 1961. Após a patrulha, ela entrou em Holy Loch, na Escócia, em 25 de abril de 1961.
Em 1970, dez anos após sua partida inicial de Groton, George Washington entrou para reabastecer em Charleston SC, tendo cruzado cerca de 100 000 nmi (120 000 mi; 190 000 km).
George Washington mudou para a Frota do Pacífico dos Estados Unidos e um novo porto de origem em Pearl Harbor, Havaí, após o reabastecimento.

## Colisão comNissho Maru
Em 9 de abril de 1981, George Washington estava na profundidade do periscópio e foi atingido pelo navio de carga comercial japonês Nissho Maru, de 2 350 toneladas longas (2 390 t), no Mar da China Oriental, a cerca de 110 nmi (130 milhas; 200 km) ao sul-sudoeste de Sasebo, Japão. George Washington imediatamente apareceu e procurou a outra embarcação. Devido às fortes condições de nevoeiro na época, eles viram o Nissho Maru indo para a neblina, mas parecia intacto. Dirigiu-se ao porto para reparos; a tripulação foi mais tarde levada de volta para Pearl Harbor de Guam. Sem o conhecimento da tripulação do George Washington, Nissho Maru afundou em cerca de 15 minutos. Dois tripulantes japoneses foram perdidos; 13 foram resgatados pelos contratorpedeiros JDS Akigumo (DD-120) e Aogumo (ja) da Força de Autodefesa Marítima do Japão. O submarino sofreu pequenos danos em sua vela.
O acidente estremeceu as relações entre os EUA e o Japão um mês antes de uma reunião entre o primeiro-ministro japonês, Zenko Suzuki, e o presidente dos Estados Unidos, Ronald Reagan. O Japão criticou os EUA por levarem mais de 24 horas para notificar as autoridades japonesas, e exigiu saber o que o barco estava fazendo saindo apenas cerca de 20 nmi (23 mi; 37 km) fora das águas territoriais do Japão.
A Marinha dos EUA afirmou inicialmente que George Washington executou um mergulho durante a colisão, e depois imediatamente veio à tona, mas não pôde ver o navio japonês devido à neblina e chuva (de acordo com um relatório da Marinha dos EUA). Um relatório preliminar divulgado alguns dias depois afirmou que as tripulações do submarino e da aeronave haviam detectado Nissho Maru nas proximidades, mas nem o submarino nem a aeronave perceberam que Nissho Maru estava em perigo.
Em 11 de abril, o presidente Reagan e outras autoridades americanas expressaram formalmente pesar pelo acidente, fizeram ofertas de indenização e tranquilizaram os japoneses de que não havia motivo para preocupação com a contaminação radioativa. Como é sua política padrão, o governo dos EUA se recusou a revelar o que o submarino estava fazendo perto do Japão, ou se ela estava armada com mísseis nucleares. (É política do governo e da Marinha não confirmar nem negar a presença de armas nucleares a bordo.) A Marinha aceitou a responsabilidade pelo incidente, e aliviou e repreendeu o comandante e oficial do convés de George Washington.
Em 31 de agosto, a Marinha dos EUA divulgou seu relatório final, concluindo que o acidente resultou de um conjunto de coincidências, agravadas por erros por parte de dois membros da tripulação do submarino.
Após a colisão com o Nissho Maru, a vela danificada foi reparada com peças da vela do USS Abraham Lincoln, que aguardava descarte no Estaleiro Naval Puget Sound.

## Serviço como submarino de ataque
George Washington continuou o serviço como um submarino de ataque (SSN), retornando brevemente a Pearl Harbor. Em 1983, ela partiu de Pearl Harbor pela última vez e fez o segundo de quatro trânsitos pelo Canal do Panamá de volta ao Atlântico e a Nova Londres. Enquanto baseado na Base de Submarinos Groton, George Washington (SSN 598) participou de exercícios, incluindo um em parceria com um Cortador da Guarda Costeira contra o USS John F. Kennedy (CV-67) e o Grupo de Porta-Aviões 4. Da Estação Naval Roosevelt Roads de Porto Rico, ela forneceu apoio para o treinamento das Forças Especiais. Ela participou do 24º exercício da UNITAS como a única submarina dos EUA. Na conclusão dos exercícios com o Chile, George Washington completou a circum-navegação da América do Sul, escoltando John F. Kennedy enquanto ela transitava em águas abertas entre a Argentina e as Ilhas Malvinas nos primeiros meses de 1984.

## Descomissionamento
George Washington foi descomissionado em 24 de janeiro de 1985, retirado do Registro Naval de Navios em 30 de abril de 1986, e programado para descarte através do Programa de Reciclagem de Navios-Submarinos no Estaleiro Naval Puget Sound. A reciclagem do navio foi concluída em 30 de setembro de 1998.

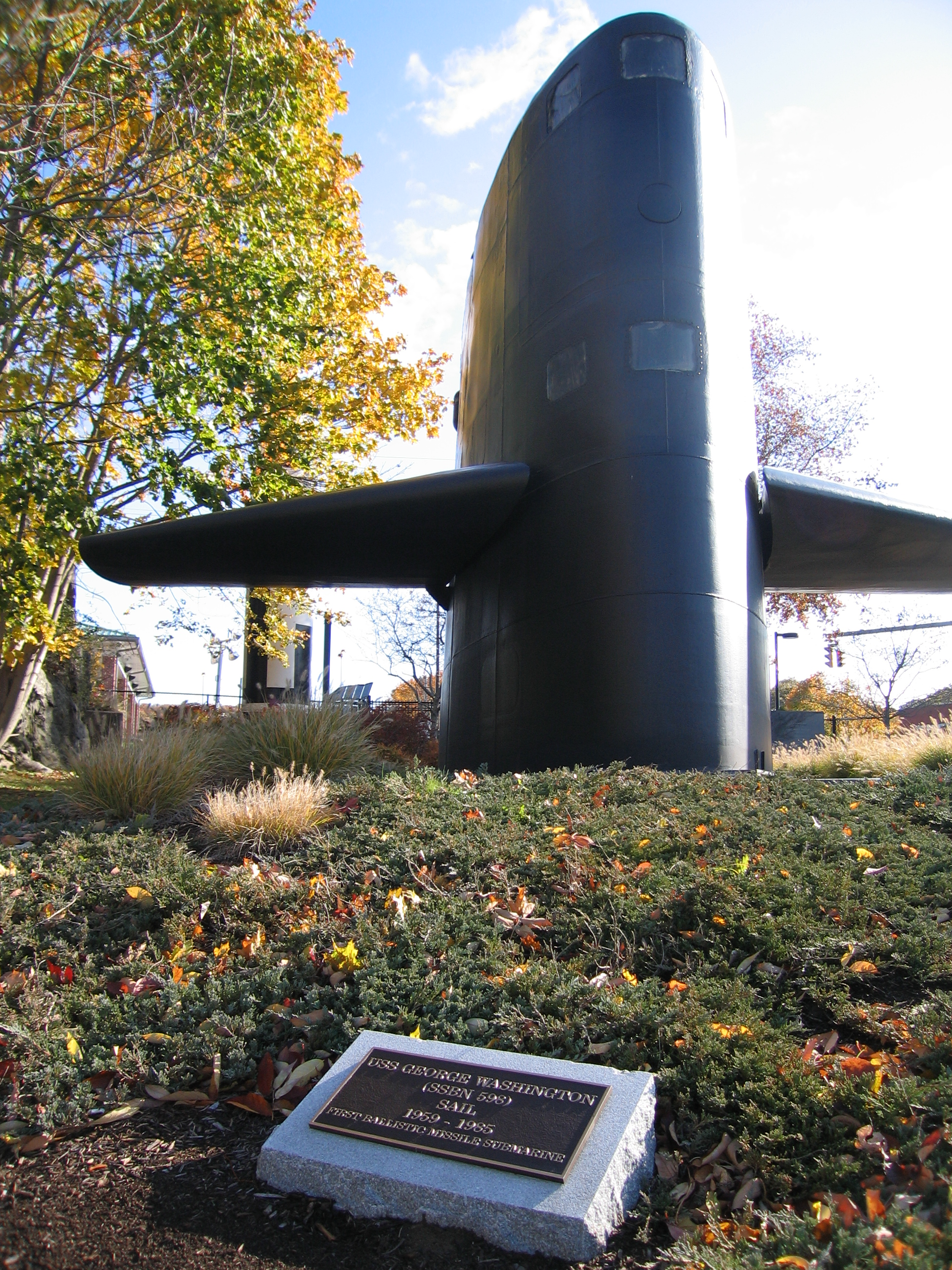
George Washington (SSBN-598) sail outside the Submarine Force Library and Museum, Groton, CT.